# Igelösa kyrka
Igelösa kyrka är en kyrkobyggnad i Igelösa. Den tillhör Torns församling i Lunds stift. Förr var kyrkan gravkyrka för Svenstorps säteris ägare.

## Kyrkobyggnaden
Kyrkan byggdes på 1100-talet i romansk stil med absid. På 1400-talet byggdes tornet och kyrkan välvdes.

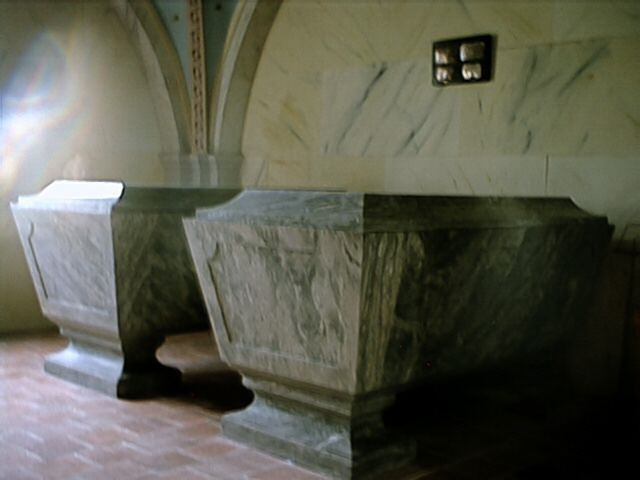
Sarkofager i gravkoret.

På 1600-talet tillbyggdes gravkoren i söder. Den ena koret är det "danska koret" och det "Gyllenkrookska koret" är byggt ovanpå det danska. I det Gyllenkrookska koret finns två sarkofager av marmor som innehåller stoftet från Axel Gyllenkrook med hustrun Maria.
1859 förändrades kyrkans exteriör av Carl Georg Brunius och fick sitt nuvarande utseende.

## Inventarier
Altaruppsatsen och predikstolen kom till kyrkan 1732. Altaruppsatsen är tillverkad i barockliknande stil och innehåller två målningar. Den undre är störst och föreställer nattvardens instiftande. Den är målad av Johan Johansson Ross d.ä. Den övre tavlan föreställer Kristi dop. På predikstolen finns följande citat hämtat från Lukasevangeliet: Saliga är de som höra Guds ord och gömma det.
Dopfunten är lika gammal som kyrkan. Den är fyrkantig, till skillnad från många andra äldre dopfuntar i Skåne som brukar vara runda. Dopfatet av mässing tillverkades under 1500-talet.

### Orgel
- 1860 byggde Sven Fogelberg, Lund en orgel med 6 stämmor.
- Den nuvarande orgeln byggdes 1955 av Wilhelm Hemmersam, Köpenhamn och är en mekanisk orgel. Den invigdes samma år.

| Manual        | Pedal   |  |
| Gedackt 8'    | Bihängd |  |
| Spetsgamba 8' |         |  |
| Principal 4'  |         |  |
| Rörflöjt 4'   |         |  |
| Blockflöjt 2' |         |  |
| Nasat 1 1/3'  |         |  |